# Кызылсай (Меркенский район)
Кызылсай (каз. Қызылсай) — село в Меркенском районе Жамбылской области Казахстана. Входит в состав Жанатоганского сельского округа. Код КАТО — 315435300.

## Население
В 1999 году население села составляло 379 человек (201 мужчина и 178 женщин). По данным переписи 2009 года, в селе проживал 391 человек (202 мужчины и 189 женщин).

## Известные жители и уроженцы
- Мустапаева, Зейнекуль (1921 — ?) — Герой Социалистического Труда.

Берік Әлібай – Жамбыл облысы Меркі өңірінен шыққан зергер әулетінің өкілі. Оның атасы – Әлімбай ұста-зергер болыпты. Ол 1981 жылы арман қуып, Алматыға келеді. Бір жылдан соң, қазіргі Орал Таңсықбаев атындағы Aлматы сәндік және қолданбалы өнер колледжіне ұста мамандығына оқуға түседі. Соған қарамастан Берік Әлібай ұстазы Мейірхан Әбдірахмановтың кеңесімен зергерлік ісіне мамандана бастайды.
Берік Әлібай – дизайнерлер және суретшілер одағының мүшесі. Ол жастайынан зергерлік өнермен шұғылданып келеді. 
«Менің атам Әлібай, оның інісі Әлімбай – өңірге танымал шебер болған. Мен суретші болуды армандадым. Бірақ, Алматы көркем өнер училищесіне түскен кезде, оқу орнында зергерлік өнер бөлімінің бар екенін білдім. Осы сәтте атамның жасаған дүниелері есіме түсті. Сөйтіп, атадан қалған кәсіпті жалғастыруды жөн көрдім. Әрі ұстазым Дүйсен Сейдәлиев осы өнерге икемім бар екенін байқап, осы өнерге баулыды», - дейді зергер. 
Шебер қазіргі уақытта ҚР Ұлттық музейінде жұмыс істейді. Ол музейдің реставрация мен консервация бөлімін басқарады. Қарамағында 25-ке тарта маман бар. Олар ағаш, темір, мата, киіз керамика бұйымдарын өңдейді. 
Бүгінде зергер Ұлттық музейдің бірнеше жәдігерін реставрациядан өткізген екен. Берік Әлібайдың жасаған бұйымдарын еліміздің кез келген музейінен табуға болады.                                                       

Алтынбек Қоразбайұлы Қоразбаев (1 ақпан 1948 жыл, Жамбыл облысы, Меркі ауданы, Қызылсай ауылы) – қазақстандық композитор, әнші. Қазақстан халық әртісі. Қазақстан Республикасының Мемлекеттік сыйлығының иегері. Қырғызстанның Халық артисі.
Үшінші сыныпта оқып жүргенінде Бескемпір ағасы оған сегіз ішекті мандолинді қаладан әкеліп береді. Оның өзі де орыстың әлде бір частушкаларын, әндерін шебер орындайтын. Оның тағы да бір серігі гармошка болды. Ол он екі жасынан бастап гармошканы қайда барса, сонда алып жүретін әдет шығарды. Осылай Алтынбек қос музыкалық аспапты игеріп ән салу өнеріне алғаш қадам басты. Ағасы Бескемпір Алтынбекті Тараздағы (ол кезде Жамбыл қаласы) мәдени ағарту училищесіне он бес жасында оқуға тапсырады. Училищенің директоры – Қырғызбай Айнағұлов еді. Осында Алтынбек пианиноны ойнауды үйренсе, ұстазы Әбілахат Төлешов домбыраны тартуды үйретті. Енді ол төрт музыкалық аспапты ойнауды игерді. Алтынбек, әсіресе, күй тартуға құмарлана түсті. Әрине Құрманғазының «Сары арқасы», «Адай» күйлері қай қазақтың делебесін қоздырмаған. Сол жылдары Алтынбек баянда ойнауды да игерді.
Алтынбектің ұстаздарының кейбіреулері оны Мәскеу немесе Ленинград музыкалық жоғары оқу орындарына баруға үгіттейді. Училищені сол жылдары Шора Теміров басқарды. Шора Теміров Алтынбекті жетелеп әкеліп консерваторияның дирижерлік бөліміне оқуға орналастырады. Мұндағы ұстазы – Алдаберген Мырзабеков. Ұстаз Алтынбекті оқып жүрген кезінде-ақ, Құрманғазы атындағы оркестрге өткізеді. Сонда ол 1973 жылға дейін домбырашы болады. Алтынбек оркестр құрамында Финляндия, Қазақстан мен Ресейдің біраз қалаларына, елді мекендеріне барып өнерін көрсете бастайды. Оның есінде әсіресе Қазақстан халық әртісі Ғарифолла Құрманғалиевпен бірге Гурьев облысына 1972 жылы баруы өнерінің бір белесі болып танылады. Сол жылдары ол Кененнің «Бозторғайын» «Базар-Назарын» және «Қайран жастық» әндерін орындаған.
1973 жылдан Жамбыл облыстық «Алатау» эстрадалық ансамблінің көркемдік жетекшісі, сонан соң облыстық филармония директоры болып істеді. Халық сүйіп тыңдайтын «Қара кемпір», «Қара шал», «Шашбаулым», «Сырғалым», «Аяулы Таразым»,  «Сағындым атамды» әндерінің авторы.[1]